# Danny Kittner
Danny Kittner (...) è un giocatore di football americano statunitense che gioca come wide receiver per i Frogs Legnano.